# Ailia coila
Ailia coila är en fiskart som först beskrevs av Hamilton 1822.  Ailia coila ingår i släktet Ailia och familjen Schilbeidae. IUCN kategoriserar arten globalt som nära hotad. Inga underarter finns listade i Catalogue of Life.

## Bildgalleri

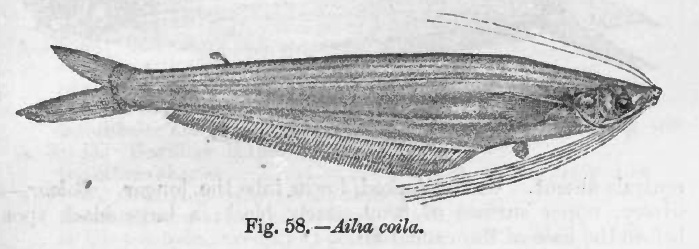